# Neues Testament Christians II.
Das Neue Testament Christians II. (dänisch: Christian 2.s danske oversættelse af Det Nye Testamente) ist die erste dänische Übersetzung des Neuen Testamentes, die 1524 auf Veranlassung des dänischen Königs Christian II. nach dem Vorbild des Lutherschen Septembertestaments herausgebracht wurde.

## Hintergrund
Seit 1521 hatte der dänische König Christian II. versucht, in seinem Herrschaftsbereich die Reformation durchzusetzen. Nachdem sich in Dänemark und Norwegen der Adel gegen ihn erhob, floh er 1523 zunächst nach Wittenberg, wo er im Haus von Lucas Cranach wohnte. 1522 war Luthers Übersetzung des Neuen Testaments erschienen. Christian II. beschloss daraufhin, dass auch eine dänische Übersetzung des Neuen Testaments geschaffen werden sollte. Die Übersetzung wurde von Christian Vinter, Hans Mikkelsen und Henrik Smith durchgeführt. Übersetzungsgrundlagen waren die lateinische Übertragung des Erasmus von Rotterdam sowie die Übersetzung Martin Luthers, wobei für die ersten Bücher (Matthäus bis Apostelgeschichte) der lateinische und für die restlichen (Römerbrief bis Offenbarung) der deutsche Text als Grundlage diente. 1524 erschien die Übersetzung unter dem Titel Thette ere thz Nøye testamenth paa danske ret effter latinen vdsatthe. Als Herkunftsort war zwar Leipzig angegeben, aber tatsächlich war sie in Wittenberg gedruckt worden.
Die Übersetzung gilt als übereilt mit wenig Sorgfalt hergestellt. Sie litt unter uneinheitlichen Übersetzungen sowie orthographischen Problemen. Das Neue Testament Christians II. wurde von der Bevölkerung als schwer lesbar empfunden. Christiern Pedersen veröffentlichte daher 1529 das Neue Testament in einer neuen Übersetzung (revidiert 1531). Offenbar machte nach der Veröffentlichung des Neuen Testaments die Übersetzung der restlichen biblischen Bücher ins Dänische erst in den 1530er und 1540er Jahren langsam Fortschritte. So konnte 1535 der Pentateuch von Hans Tausen erscheinen. Erst 1550 erschien die erste dänische Vollbibel, die als „Christian-III.-Bibel“ bekannt wurde.
Vom Neuen Testament Christians II. sind lediglich 41 Exemplare erhalten; das Werk ist somit seltener als die Gutenbergbibel. Unter anderem befindet sich ein Exemplar im Nationalgeschichtlichen Museum im Schloss Frederiksborg in Hillerød sowie ein weiteres im Schloss Sonderburg.